# Osmaniye (tartomány)
Osmaniye tartomány Törökország egyik tartománya a Földközi-tengeri régióban, székhelye Osmaniye városa. 1996-ig Adana tartomány részét képezte. Nyugaton Adana, északon Kahramanmaraş, keleten Gaziantep, délen Hatay határolja. A tartomány Yaşar Kemal író szülőhelye.

## Körzetei
A tartománynak hét körzete van:
- Bahçe
- Düziçi
- Hasanbeyli
- Kadirli
- Osmaniye
- Sumbas
- Toprakkale